# Bourganeuf
Bourganeuf là một xã và là thủ phủ tổng thuộc tỉnh Creuse trong vùng Nouvelle-Aquitaine nước
Pháp. Xã này nằm ở khu vực có độ cao trung bình 413 mét trên mực nước biển.

## Địa lý
Thị trấn nằm ở thung lũng sông Taurion, cự ly khoảng 21 dặm (34 km) về phía nam Guéret, tại giao lộ các tuyến đường D8, D912, D940 và tuyến đường D941.

## Dân số
| 1962                                                        | 1968 | 1975 | 1982 | 1990 | 1999 | 2006 |
| ----------------------------------------------------------- | ---- | ---- | ---- | ---- | ---- | ---- |
| 3310                                                        | 3804 | 3637 | 3738 | 3385 | 3163 | 3219 |
| Số liệu điều tra dân số từ năm 1962 Dân số chỉ tính một lần |      |      |      |      |      |      |

## Địa điểm nổi bật

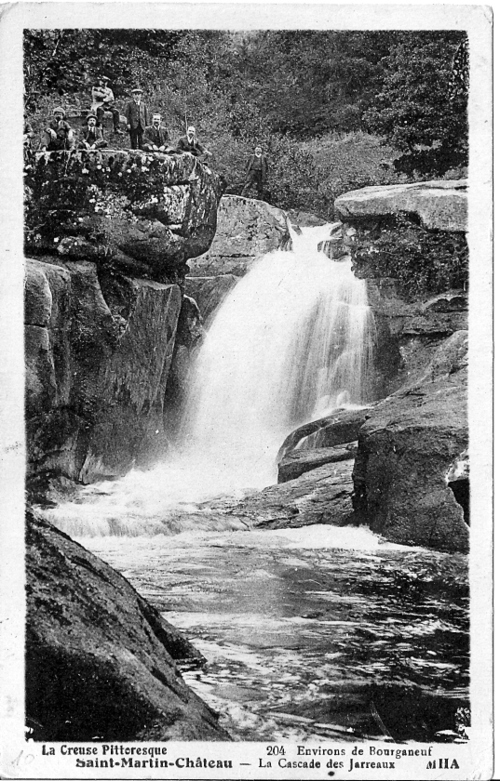
Thác Jarrauds

- Nhà thờ St.Pierre, từ thế kỷ 12.
- Nhà thờ St.Jean, thế kỷ 15.
- Phế tích lâu đài thế kỷ 12.

## Nhân vật nổi bật

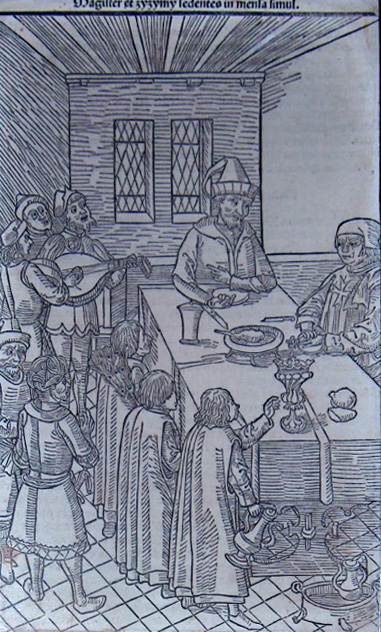
Hoàng tử Cem

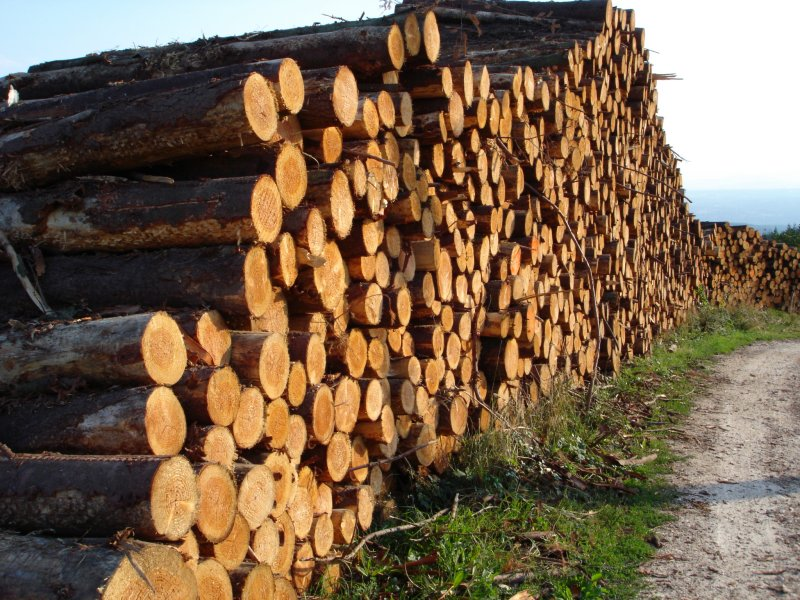
Sản xuất gồ

- Martin Nadaud, nhà chính trị sinh ở làng La Martinèche năm 1815.
- Thierry Ardisson, nhà sản xuất truyền hình sinh ở đây năm 1949.
- René Viviani, nhà chính trị, sinh ở đây nămn 1863.

## Kết nghĩa
Zirndorf, Đức